# 李·華萊士
李·華萊士（英語：Lee Wallace；1987年8月1日—）是一位蘇格蘭足球運動員。在場上的位置是左後衛。他也曾代表蘇格蘭國家足球隊參賽。

## 外部連結
- 足球数据库：李·華萊士的球员统计数据
- Soccerway資料庫：李·華萊士
- Appearances （页面存档备份，存于） at londonhearts.com
- Scotland U21 stats （页面存档备份，存于） at Fitbastats
- Rangers F.C. profile
- Lee Wallace於scottishfa.co.uk